# Reto Perl
Reto Perl   (Davos, 23 de novembre de 1923 - 1987) va ser un jugador d'hoquei sobre gel suís que va competir entre les dècades de 1930 i 1950.
El 1948 va prendre part en els Jocs Olímpics de Sankt Moritz, on guanyà la medalla de bronze en la competició d'hoquei sobre gel.